# Чандні-Човк

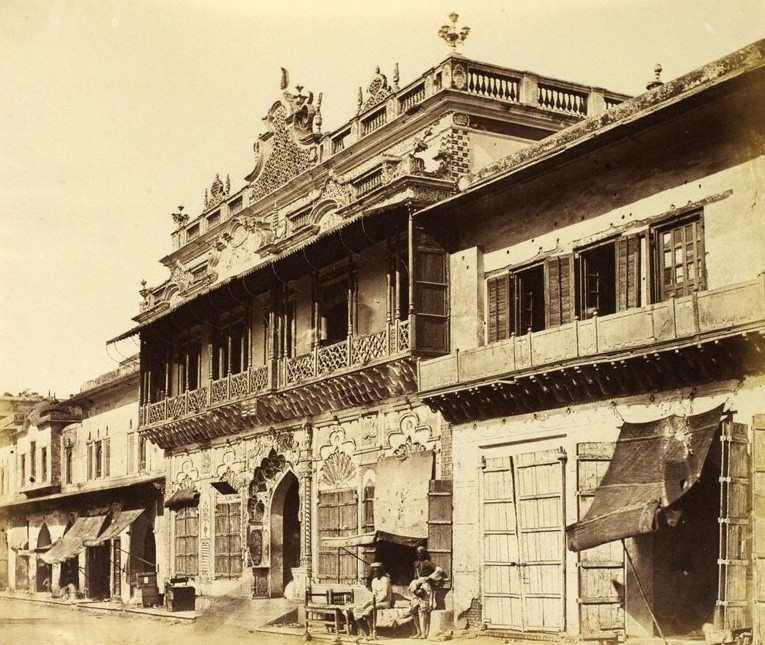
Чандні-Човк у 1858 році

Чандні-Човк (гінді चाँदनी चौक, пенджаб. ਚਾਂਦਨੀ ਚੌਂਕ, урду چاندنی چوک, англ. Chandni Chowk), в оригінальному значенні «місячний ринок» — один з найстаріших та найбільших ринків Старого Делі, Делі, Індія. Він був побудований у 17 столітті імператором Великих Моголів Індії Шах-Джаханом за проєктом його дочки Джаханари. Колись ринок був розділений каналами (зараз закриті) для відбиття місячного світла і залишається одним з найбільших гуртових ринків Індії.

## Історія
Первісна площа Чандні-Чок, площа у формі півмісяця, була розташована перед муніципальною ратушею, і її відображення сяяло в освітленому місяцем басейні, розташованому перед нею. Від Джамни був прокладений мілководний канал, який проходив посередині прямої дороги, нині відомої як базар Чандані Чоук, з дорогами і магазинами по обидва боки каналу. На цій дорозі було три базари. Чандні-Чок, або Площа Місячного світла, та три базари були спроєктовані та засновані у 1650 році принцесою Джаханарою Бегум, улюбленою донькою Шах-Джахана. Спочатку базар містив 1560 крамниць, його ширина становила 40 ярдів, а довжина — 1,520 ярдів. Базар у формі квадрата був елегантним завдяки наявності басейну в центрі комплексу. Басейн переливався в місячному світлі, що і стало причиною його назви. Крамниці спочатку були побудовані у формі півмісяця, який зараз втрачений. Базар славився своїми торговцями сріблом, які також внесли свій внесок у назву «Срібна вулиця», оскільки срібло на хінді називається «чанді», невелика варіація якого утворює «чандні».
Басейн в чаук був замінений годинниковою вежею (Ghantaghar) в 1950-х роках. Центр ринку досі називають Гантагар. Колись Чандні-Чок був найвеличнішим індійським ринком. Через Чандні-Чок проходили імператорські процесії Великих Моголів. Традиція була продовжена, коли в 1903 році був проведений Делійський Дарбар. Делійська ратуша була побудована в 1863 році британцями.